# メリッサ・キング
メリッサ・キング（Melissa King）は、サンフランシスコで活動するシェフ。2013年にミス・デラウェア・ティーンUSAに出場した人物とは別人。
ロサンゼルスで中国から移民した両親の間に生まれる。幼少時は母から中華料理を習い、テレビも幼児番組ではなく料理番組を見ていた。カリフォルニア大学アーバイン校で心理学を学んだ後、ニューヨーク州にあるCIA（カリナリー・インスティトゥート・オブ・アメリカ）というアメリカ随一の料理大学を首席で卒業。ロン・シーゲル、ドミニク・クレーンといった著名なシェフのもとで経験を積み、2014年に全米で最も有名な料理番組「トップ・シェフ」に出演しファイナリストとなる。
プライベートシェフとしても活躍しており、プライベートシェフ派遣サイトであるKitchitに登録していた。2016年にはスーパーマーケットチェーン「ホールフーズ・マーケット」の企画で同社向けに新しいレシピを考案した。‘サスティナブル’をライフテーマとし、料理を通じて女性の社会進出や環境維持のサポートも行うなど精力的に活動中。
2016年6月 ハースト婦人画報社が開催する女性の社会進出をサポートするイベント「ELLE Woman in Society 2016」にゲストとして登場。
さらに2016年8月 ELLE cafe青山店のエグゼクティブゲストシェフとして日本初登場。